# La Petite Jérusalem
La Petite Jérusalem (2005) is een Franse dramafilm.
Het verhaal gaat over de studente Laura, die haar eigen weg zoekt in religie, filosofie en liefde.